# Lehmann (Santa Fe)
Lehmann es una comuna localizada en el departamento Castellanos, provincia de Santa Fe, Argentina, a 110 km de la capital provincial y a 15 km de la ciudad de Rafaela, cabecera del departamento.

## Historia
No existe Acta fundacional de la localidad. Antes de que la compañía colonizadora del suizo nacido en Alemania Guillermo Lehmann realizara una "Compra Precaria" a Roca, Mezquita, Torres y Muñiz de un lote de 225 km² (22.500 ha), el asentamiento eran considerado sólo un "poblamiento".
La colonización de Lehmann progresó y la de Araón Castellanos no; porque Lehmann combinó la ganancia de su empresa colonizadora, sin usura, y la de los colonos aceptándolos como mano de obra digna para la producción y merecedores de una recompensa. Otro punto importante de destacar es el leasing que vincula a la familia del agricultor con su tierra, aspirar a ser dueño de esa tierra. De la primera compra a Torres, Mezquita, Roca y Muñiz surgen las colonias de: Lehmann, Susana, Rafaela, Presidente Roca, Florida (Angélica) y Aurelia.

## Creación de la Comuna
- 27 de octubre de 1886

## Localidades y Parajes
- Lehmann, 1,873 habitantes (Indec, 2001)
- Nueva Lehmann, 85 habitantes (Indec, 2001)
- Parajes
  - Campo Giacosa

## Santo Patrono
- San Guillermo, festividad: 25 de junio

## Parroquias de la Iglesia católica en Lehmann
| Diócesis  | Rafaela       |
| --------- | ------------- |
| Parroquia | San Guillermo |

## Biblioteca Popular Héctor Miguel Reinaudi
La biblioteca Héctor Miguel Reinaudi funcionó en Lehmann en un edificio sobre la avenida Rivadavia, y por el momento se desconoce la fecha del comienzo de este servicio. 
La Comuna se ocupaba del préstamo de libros. En el año 2012 cuando se formó una comisión que se hizo cargo de mudarla a la calle Martín Fierro, donde actualmente se encuentra, y reorganizó el inventario de libros.
La comisión se renueva cada tres años, cuenta con un solo empleado y una cantidad de 105 socios (hasta el año 2021).
Sus autoridades son:
Presidente: Sandra González
Vicepresidente: Lumila Caballero 
Secretario: Griselda Fernández
Tesorero: Margarita Ferrero
Vocales Titulares: Susana Romano, Susana Storero, Fany Storero y Flavia Gómez
Vocales suplentes: Celia Bouny y Andrea Aguirre
Revisora de cuentas: Stella Verna Allara
Revisora de cuentas suplentes: Alejandra Albicocco
Los libros se compran con el aporte de la cuota societaria. En ocasiones se reciben donaciones. También CONABIP envía subsidios, y una vez al año van a la feria del libro en Buenos Aires.
Los beneficios de los socios son el préstamo de material por quince días, y el uso de las computadoras disponibles en la biblioteca. Los libros con mayor salida son novelas históricas, juveniles, románticas o ciencia ficción.
En la biblioteca, además, se realizan maratones de lectura, las abuelas van a leer libros al jardín de infantes o escuelas primarias, se realizan liberación de libros y también eventos de cine. Otras actividades que se llevan adelante en la biblioteca son talleres de costura, bordado mexicano, ajedrez, coro, pintura, inglés y computación.

## Centro de salud
Se funda en julio de 1968. Evolucióna de S.A.M.Co. (Servicio de asistencia médica a la comunidad) a C.A.P.S. (Centro de atención primaria de salud).
Actualmente trabajan en él: tres enfermeras, un médico generalista, un psicólogo, una odontóloga, una pediatra, un personal de tareas generales, todos personal provincial.
La comuna cuenta con fonoaudióloga, pediatra y psicopedagoga que se desempeñan en el lugar por la tarde.
El servicio médico es público y gratuito.
Existe una ambulancia que se utiliza para traslados de heridos y enfermos, o en caso de accidente ya que en el CAPS no se realizan internaciones.

## Comisaría
Se funda en 1882. Cuenta actualmente con comisario y subjefe. Desarrollan tareas cinco policías.
Relacionado con la seguridad la comuna cuenta con un Jefe de orden público.

## Deporte
En Lehmann se destaca el centenario Moreno Football Club, fundado el 3 de octubre de 1914 por el Sr. Pedro Moreno. Su disciplina más saliente es el fútbol, actividad que se practica en tres ámbitos: divisiones mayores, inferiores e infantiles.
Las divisiones más pequeñas tienen a Gabriela Yacob y Segio Aguirre como técnicos de las distintas categorías que representan al club en torneos y encuentros de la región. En la localidad, el "Morenito" es el evento deportivo clásico para las divisiones infantiles que reciben a escuelas e fútbol y equipos de diferentes lugares. Se disputa en noviembre.
En las divisiones inferiores Juan Manuel Senn dirige las cuatro categorías del club lehmense desde 2015. Su objetivo es convertir a las inferiores de esta institución en una cantera donde los niños tengan los elementos y conceptos brindados por un grupo orientador de manera firme y clara.
De las divisiones mayores se ocupan José Cordero y Roberto Carlos Saavedra, quienes tienen como objetivo llevar a jugadores a la división de reserva y a la primera división.
El club tiene también un desempeño destacado en patín artístico. Esta disciplina se practicó por primera vez en 1954, siendo sus iniciadoras Ivana Salazar y María del Valle Ribero.
Desde 1994 la disciplina está a cargo de Luis Kenpfer. Las patinadoras se destacan en eventos provinciales e interprovinciales. En  1997 se desarrolló el primer encuentro en la localidad: reunió a más de mil espectadores y patinadores de dieciocho clubes visitaron el festival.
Se practica, además, hockey femenino, Tae Kwon Do, Bochas.

## Educación
Jardín Maternal, Espacio comunal para la atención y educación de la Primera Infancia
El primer jardín de infantes del que se tiene información fue el Jardín San Guillermo. Funcionó en un edificio que cedió una familia lehmense, que se encontraba en calle Guillermo Botto. El mismo estuvo en funcionamiento hasta el año 2001, cerró y un grupo de padres se reunió  para tratar de seguir con el mismo o abrir otro jardín. 
El jardín San Guillermo contó con dos salitas de 4 años que pertenecían a la parroquia, y con una  comisión de padres cuya secretaria fue Marcela Andereggen. La directora fue Marisa González y hubo dos docentes: Graciela y Selene.
En el año 2003, en julio, con la ayuda de la familia Ferrero, abre sus instalaciones un nuevo Jardín. El Obispado de Rafaela también realizó gestiones para contribuir a su apertura y sostenimiento y colaborar con la educación de los niños de la comunidad. El mismo contaba con salitas de 2, 3 y 4 años. La comisión estaba presidida por Marcela Andereggen.
El 21 de junio de 2019 se inauguró el Jardín Maternal, que actualmente se mantiene en funcionamiento en calle Santa Fe y Almafuerte,  el traslado a este edificio fue previo a la inauguración.
El actual Jardín Maternal tiene capacidad para albergar a 44 niños en multisalas de 1 y 2 años para 20 niños y una sala de 3 años para 24 niños.
El mismo se encuentra dentro del programa de primera infancia que abarca no solo el cuidado del niño sino que también se ocupa de contención, alimentación, desarrollo motriz, actividades típicas, etc. El Jardín está a cargo de la Comuna de Lehmann. La docente coordinadora es Carolina Sola, que es Profesora de Nivel Inicial con posgrado en Jardín Maternal. Se desempeñan allí Eugenia Petrocino, maestra jardinera, y tres auxiliares: Natalia Jusco y Rocío Fasano que son estudiantes del Profesorado de Nivel Inicial, y Magali Moreyra que es Auxiliar de maestra jardinera.
Jardín Nucleado N° 267 “Juan Florentino Bienvenido Basso”
La educación inicial es un espacio y tiempo que recibe a los niños desde los tres meses a los cinco años de edad, como un primer encuentro con la organización escolar. Está formado por dos ciclos; el primero incluye los tres primeros años, y el segundo las secciones de 4 y 5 años, siendo esta última la única obligatoria. 
El jardín pertenece a la educación pública estatal, y se lo llama nucleado porque es la sede principal la que tiene a cargo a los anexos rurales como Ataliva Sur, Campo Giacosa, Galisteo y Nueva Lehmann. Fue creado el 19 de abril de 2004, y funcionaba en calle 9 de julio N.º 154, donde compartía el edificio con la escuela primaria N°374 Domingo Faustino Sarmiento hasta abril de 2012 año en que se inauguró su propia sede en la calle Almafuerte N°287. Del acto de este evento formaron parte el presidente comunal de ese momento Hugo Riberi y el entonces gobernador Antonio Bonfatti, la ministra de educación Leticia Mengarelli y la directora Gabriela Zambelli, el intendente de Rafaela Luis Castellano, entre otras autoridades. Martín y Mauricio Basso, nietos de Juan Florentino Bienvenido Basso también estuvieron presentes. Este hecho se consideró importante para el pueblo y el jardín, que contaba con dos secciones de 5 años, dos secciones de 4 años coma y también los cuatro anexos rurales mencionados anteriormente.
El edificio actual se emplaza en una superficie cubierta de 342 metros cuadrados y cuenta con salas con sanitarios, salón de usos múltiples, cocina, área de Gobierno y administración, hall central y galerías. Además, dispone de espacios de expansión para huertas, areneros y juegos. Con el tiempo se anexaron aires acondicionados para la climatización.
Actualmente concurren 120 niños aproximadamente y cuentan con cinco secciones: tres de 5 años y dos de 4 años. Deben considerarse los alumnos que se anexaron de la ruralidad, cuyos establecimientos funcionan en las distintas zonas rurales. Además, se trabaja con niños con capacidades diferentes, y los integran después con las escuelas especiales. Las docentes del turno mañana en las salas de 4 años son Elizabeth Sarchioni y Cecilia Carelli; las maestras de la sala de 5 son Melina Moyano, Ivana Mansilla y Patricia Canteros. También trabajan las porteras Marisa Bracaccini y Gricelda Cejas.
E.E.S.O. N°564
La escuela secundaria de Lehmann comenzó a funcionar en el año 2006, siendo un anexo de la escuela de enseñanza media Domingo de Oro N.º 204, de Rafaela, bajo la autoridad directiva del señor Carlos Dellasanta.
La primera promoción comenzó sus clases en una mini aula de la Sociedad Italiana local, donde cursaban de 3° a 5° año, ya que la escuela primaria en ese entonces dictaba clases hasta noveno grado. Luego se trasladó a una casa sobre avenida Rivadavia y allí culminó sus estudios la primera promoción, graduándose 12 alumnos en el año 2009. Desde el año 2012 y 2013 se trasladaron cursos a la escuela primaria, y otra parte funcionó en la propiedad que fuera de la familia Campagnoli, “La Casona”. La escuela se independiza en el año 2015 pasando a llamarse “Escuela Enseñanza Secundaria Orientada”. Todo esto no hubiera sido posible sin que un grupo de personas de la localidad comenzaran gestiones en el año 90. Actualmente dirige la institución Fernanda Lung.
Esta institución cuenta con muchos proyectos, como la Cooperativa escolar, Café Literario y  “Por un pueblo verde”, con el fin de recolectar botellas recogidas en casa de los vecinos de la localidad que son compactadas por una máquina prensadora para ser vendidas a una empresa y recaudar fondos, de tal manera apoyar desde la escuela el cuidado del medio ambiente y, asimismo, concientizar a los vecinos. Por otro lado, realizan actividades de recreación como la Intertribu, estudiantina, viajes. Estas actividades son propuestas por los docente o alumnos. 
El edificio propio comenzó a realizarse a mitad del año 2015. Es una obra con una inversión de $15.199.029 financiada por el Ministerio del Interior, Obras Públicas, Viviendas de la Nación y gestionada por el Ministerio de Educación. Se inauguró el 3 de mayo de 2017, y allí asisten todos los alumnos desde primer a quinto año. Cuenta con la concurrencia de 270 estudiantes en la actualidad y ofrece un título en la modalidad Economía; hasta el año 2020, doce promociones culminaron sus estudios secundarios.
E.E.M.P.A. N°6139 "Alfonsina Storni"
La E.E.M.P.A. N.º 6139 es un anexo de la E.E.M.P.A. N°1139 de la localidad de Sunchales. Por eso recibe el mismo nombre: Alfonsina Storni. Actualmente funciona en la escuela N.º 374 Domingo F. Sarmiento.
La escuela comenzó a funcionar el 1 de junio del 2009, siendo la directora a cargo en su momento era Adriana Giorgis, de la localidad de Sunchales. Ese primer año, iniciaron más de 50 personas. 
Algunos profesores de la localidad se desempeñan desde el inicio, por ejemplo Mariana Sola (Directora Suplente en el año 2019), pero el personal de docentes ha cambiado a lo largo del tiempo.  Actualmente se desempeñan Mariana Sola, Romina Gramaglia, Francisco Barredo, Ivana Paulon, Juan Welschen y Estefanía Zbrum quien además de docente es la directora actual, en el cargo de Supletoria.
La E.E.M.P.A. de Lehmann funciona como Ciclo Cerrado (comienza un grupo y no vuelve a abrirse primer año sino hasta tres años después, cuando se ha concluido el curso iniciado). Se dictan seis materias anuales o cuatrimestrales según corresponda a la duración del año escolar (primer año se extiende todo un año; mientras que segundo y tercero, cuarto y quinto duran cada uno un cuatrimestre). Ofrece el título de Bachiller, que han obtenido ya más de cien alumnos en sus cuatro promociones.
Escuela N° 378 "José de San Martín" - Nueva Lehmann
La Escuela “San Martín” N°378 se ubica Nueva Lehmann y se fundó en el año 1928. El centro educativo público estatal de ámbito rural aglomerado sigue en estado activo. Brinda educación primaria con plurigrado mixto, con un promedio anual de 26 alumnos. Funciona también  un preescolar dependiente del jardín "Juan F. B. Basso".
Desde su inicio hasta la fecha la institución cambió una vez de edificio ya que el original no contaba con las medidas de seguridad adecuadas para el funcionamiento.
En  estos años casi cien años de trayectoria, muchos maestros pasaron por sus aulas siempre con el oficio de asistir sean cuales fueran las condiciones climáticas.
En la actualidad la Directora es Alejandra Peirone, y lleva adelante su tarea junto con otras docentes, con quienes están a cargo de 29 alumnos desde primer grado hasta séptimo.
Escuela Primaria Para Jóvenes Y Adultos N°21 "Libertador General San Martín"
Esta escuela fue creada en el año 2018, e intervinieron en esa gestión Hernán Cortez, Susana Magallanes y Ariadna González quienes siempre se interesaron por generar una nueva oportunidad aquellas personas que por motivos de trabajo o motivos personales tuvieron que dejar de estudiar.
La directora del establecimiento es Eugenia Martínez, vive en Bella Italia. La maestra de los alumnos se llama Gloria Álvarez y vive en Rafaela.
En el año 2021, a la escuela concurren once alumnas.  Se dicta de 1° a 7° grado; en el Nivel 1, de 1° a 3°, hay 3 alumnas; el Nivel 2 es de 4° a 6°, y hay 4 alumnas y en el Nivel 3, que es 7°, hay 3 alumnas. Las materias que se le dictan son, Lengua, Matemática, Cs Sociales Y Naturales, en el horario de 17:30 a 20:00hs, de lunes a viernes. Los estudiantes conforman un solo grupo, es decir que van todos juntos. A cada grupo se les asignan diferentes actividades según el nivel.
Así como cada escuela tiene su abanderado y sus escoltas, esta institución también los tiene. La escuela de Lehmann y la de Nueva Lehmann son un solo grupo. En el año 2019, por primera vez tuvieron su viaje a Rosario. Ambas escuelas, cuando hay fechas especiales como las patronales, se reúnen para mostrar su actuación.

## Sociedad Italiana
La Sociedad Italiana "Patria y Trabajo" se funda el 12 de agosto de 1894 y se aprueba en el año 1896 con el  fin de que los italianos residentes en Lehmann se fraternicen en el mutuo socorro bajo el nombre de "Patria e Lavoro".  Al no contar con edificio propio, las primeras reuniones ocurren en el domicilio del Sr. Giuseppe Alara. Años después, en la reunión del 11 de marzo de 1899, los miembros de la nueva comisión consideran  contar con un edificio propio para lo que proponen una campaña tendiente a obtener donaciones, que se lleva a cabo el 15 de abril de ese año. Bartolo Gili dona el terreno, de 25m x 45m de fondo,  para edificar la sede inicial. También se recibieron 7000 (siete mil) ladrillos.
Durante muchos años en este salón tuvo lugar parte de la vida social del pueblo. Allí se realizaron funciones de cine y bailes.

## Industria y comercio
En la localidad hay algunas industrias:
- Motor Parts, creada en 1983, se dedica a la fabricación de válvulas.
- Verónica, creada en 1996, es una industria láctea que posee una planta en el pueblo que produce leche (fluida y en polvo) y queso.
- Fundición Lehmann, surgida en 1976, funde acero al carbono, aleados inoxidables, gris y nodular.
- M.P.V., se dedica a la fabricación con metal NCP, ingeniería y metalúrgica.

También una fraccionadora y distribuidora de azúcar, empresa histórica del pueblo: Azúcar Myriam.
El comercio se dedica a cubrir las necesidades de la población y ha crecido notoriamente. Sin embargo, para necesidades no básicas, algunos pobladores deben recurrir a centros urbanos más grandes como Rafaela o Sunchales.